# Puliny
Puliny (ukr. Пулини, Pułyny; w latach 1935–2016 Czerwonoarmijśk) – osiedle typu miejskiego w obwodzie żytomierskim na Ukrainie, siedziba władz rejonu pulińskiego.

## Historia
W pobliżu miasteczka zachowało się kilka horodyszcz prehistorycznych. Okolice te, leżące na trakcie z Wołynia i z Litwy do Kijowa nazywane były Czertowym Lasem i wzmiankowane są kilka razy w latopisach ruskich. Za czasów litewskich miasteczko pod nazwą „Czartolesy” prawdopodobnie z nadania Świdrygiełły była własnością Kalenika Miszkowicza, protoplasty Tyszkiewiczów. Po powstaniu Chmielnickiego wcześnie wyzwolone przez Przyjemskiego, jednak „przez Kozaków i Ordę tak zdezelowane, że pustkami stały, i tylko gromadka z 10 ludzi zaledwie złożona, tułała się po lasach”. Od 1655 r. w dokumentach pojawia się nazwa „Czartolesy alias Puliny”. Emanuel Tyszkiewicz w 1701 sprzedał Puliny Wojciechowi Dzikowi. Po Dzikach Puliny dziedziczą Skorupkowie a po nich Hańscy. Gabriel Ochocki wspomina gościnny dom Hańskich w swoich pamiętnikach. Później były też własnością Karola Kaczkowskiego, który na skutek powstania styczniowego musiał odsprzedać je kolonistom Czechom. Pod rozbiorami siedziba gminy Puliny w powiecie żytomierskim guberni wołyńskiej.
W roku 1935 sowieckie władze przemianowały je na Czerwonoarmijsk.
Podczas okupacji hitlerowskiej, w lecie 1941 roku Niemcy utworzyli getto dla żydowskich mieszkańców. Przebywało w nim około 700 osób. W grudniu 1941 roku Niemcy zlikwidowali getto, a Żydów zamordowali na cmentarzu Łysa Góra. 
W 1989 liczyło 5396 mieszkańców.
W maju 2016 władze ukraińskie przywróciły nazwę Puliny.